# Dicrotendipes canitibialis
Dicrotendipes canitibialis är en tvåvingeart som beskrevs av Guha, Das och Chaudhuri 1985. Dicrotendipes canitibialis ingår i släktet Dicrotendipes och familjen fjädermyggor. Inga underarter finns listade i Catalogue of Life.